# Веселият бургер
„Веселият бургер“ (на английски: Good Burger) е американски комедиен филм от 1997 г. на режисьора Браян Робинс, по сценарий на Дан Шнайдер, Кевин Копелоу и Хийт Сейферт. С участието на Кел Мичъл и Кенън Томпсън, базиран е на едноименния комедиен скеч от предаването на „Никелодеон“ – „All That“ и е продуциран от „Никелодеон Моувийс“ и „Толин/Робинс Продъкшънс“. След като е заснет от март до април 1997 г., пуснат е в световен мащаб на 25 юли 1997 г. от „Парамаунт Пикчърс“. Филмът печели 23.7 млн. долара срещу бюджет от 8.5 млн. долара.

## Актьорски състав
| Актьор          | Роля                                        |
| --------------- | ------------------------------------------- |
| Кел Мичъл       | Ед, главният касиер                         |
| Кенън Томпсън   | Декстър Рийд, 16-годишен ученик             |
| Ейб Вигода      | Отис, стар служител                         |
| Ян Швайтерман   | Кърт Боцуел, собственикът на „Мондо Бъргър“ |
| Синбад          | Господин Уийт                               |
| Шар Джаксън     | Моник                                       |
| Дан Шнайдър     | Господин Бейли                              |
| Рон Лестър      | Спач                                        |
| Джон Сървър     | Фиц                                         |
| Линда Карделини | Хедър                                       |
| Кармен Електра  | Роксан                                      |